# Jota Júnior (locutor)
Juventino de Lima Júnior (Pires do Rio - Goiás, no dia 24 de dezembro de 1938), mais conhecido como Jota Júnior, foi um jornalista, radialista e locutor esportivo brasileiro.

## Carreira
Nascido em Goiás, Jota Júnior trabalhou na Rádio Guarani de Minas Gerais e tornou-se conhecido pelo bordão que utilizava durante as suas narrações esportivas: "vai buscar lá dentro!".
Em 1968, ao lado do treinador e dirigente Biju e do comentarista da Rádio Inconfidência e ex-futebolista Carlyle, integrou a comissão selecionadora que comandou a Seleção Brasileira na vitória por 3 a 2 sobre a Argentina, em partida amistosa realizada no Mineirão.